# Francis Wolff

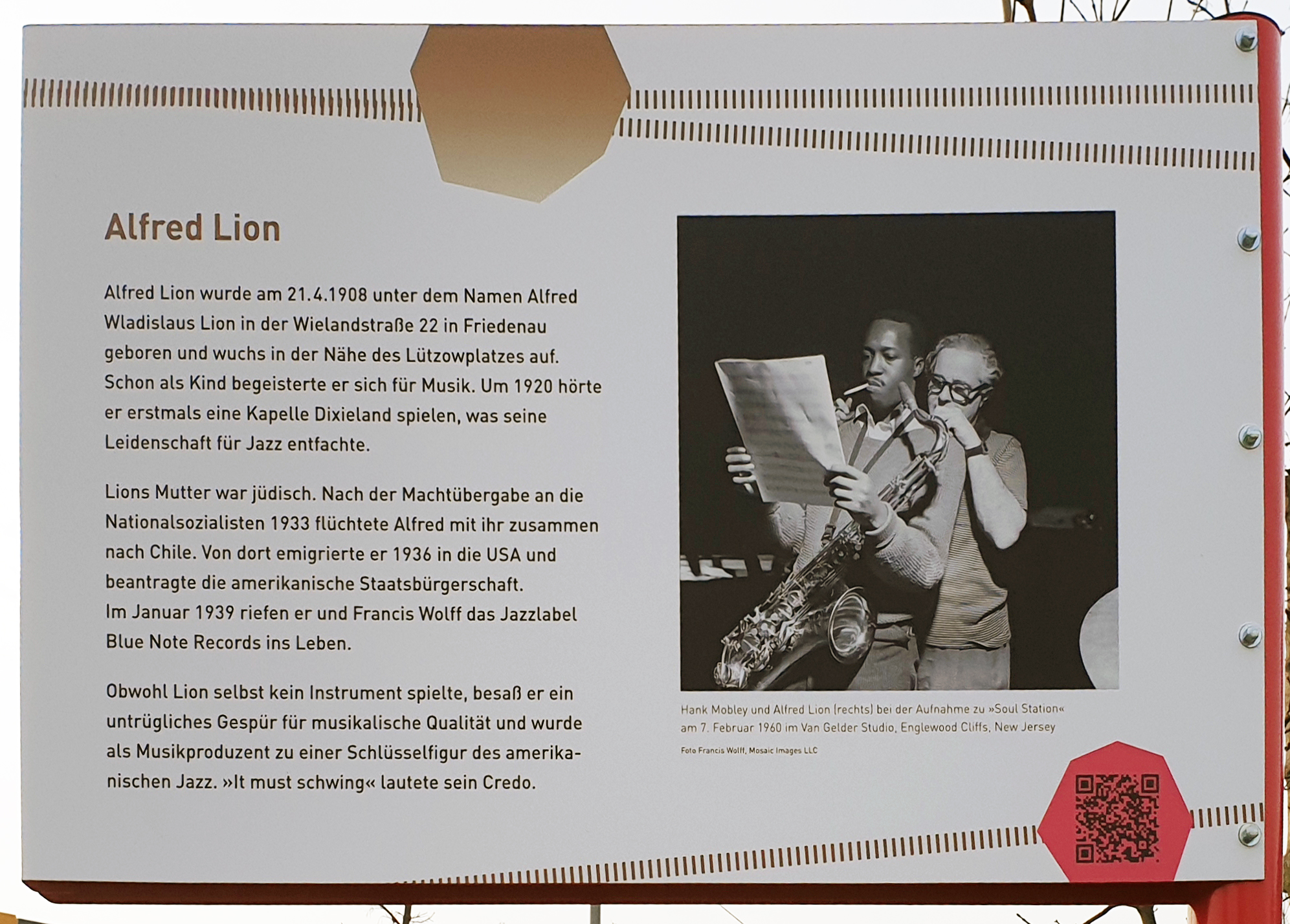
Gedenktafel am Alfred-Lion-Steg, in Berlin-Schöneberg

Francis Wolff (eigentlich Frank Wolff; * 1907 oder 1908 in Berlin; † 8. März 1971 in New York City) war Mitbegründer, Fotograf und Produzent des auf Jazz spezialisierten Plattenlabels Blue Note Records, das er ab 1939 mit seinem Berliner Schulfreund Alfred Lion in New York betrieb.

## Leben und Wirken
Nach einer kurzen Karriere als Werbefotograf in Deutschland emigrierte Wolff 1939 wegen seiner jüdischen Abstammung vor der Bedrohung durch das Naziregime in die USA. Bereits in Berlin interessierte er sich für Jazz. Daher gehörte er, ebenso wie der spätere Rundfunkautor und langjährige Präsident der Deutschen Jazz-Föderation Olaf Hudtwalcker, zum (konspirativen) Hot Club Berlin. In New York traf er wieder mit seinem ebenfalls ausgewanderten Berliner Jugendfreund Alfred Lion zusammen, der bereits an den Vorbereitungen für ein eigenes Schallplattenlabel arbeitete, das sich vorrangig mit Produktionen von Jazzmusikern beschäftigen sollte. Während des Krieges übernahm Wolff weitgehend allein die Geschäfte des jungen Labels und konzentrierte sich auf Anwerbung neuer Musiker, während sein Kompagnon Lion Militärdienst leistete. Nach Kriegsende entwickelte Wolff zusammen mit seinem Freund Lion einen umfangreichen Katalog von Musikern für Blue Note und trat vor allem als innovativer Gestalter und Fotograf mit neuen Stilmitteln hervor. Die Produktionen von Blue Note setzten nicht nur in der Musik, sondern auch durch die Gestaltung ihrer Tonträger Maßstäbe. Das in enger Zusammenarbeit mit Reid Miles geschaffene Coverdesign und die Kombination mit den meistens grobkörnig in schwarzweiß gehaltenen Fotografien von Wolff wurden später oft kopiert. Francis Wolff machte seine Photographien meistens während der Liveaufnahmen, Konzerte oder spontanen Sessions der Musiker. So entstanden beispielsweise eindrucksvolle Porträts von Miles Davis, Charlie „Bird“ Parker oder Thelonious Monk.
Im Jahr 1967 zog sich Alfred Lion langsam aus den Aktivitäten bei Blue Note zurück und Wolff kümmerte sich hauptsächlich um die finanziellen Dinge des Geschäfts. Bis zu seinem Tod im März 1971 produzierte er weiterhin neue Jazzplatten, zunehmend gern als Live-Aufnahmen. Inzwischen war Blue Note kein unabhängiges Label mehr. Mit dem Tod von Wolff im Jahr 1971 ging eine über dreißigjährige Label-Geschichte vorerst zu Ende.

## Produktionen (Auswahl)
- 9/1966: Charisma von Lee Morgan
- 10/1967: Hi Voltage von Hank Mobley
- 10/1967: Mr. Shing-A-Ling von Lou Donaldson
- 10/1969: Carryin' On von Grant Green
- 8/1969: Move Your Hand von Lonnie Smith
- 5/1970: Live at Club Mozambique von Lonnie Smith
- 7/1970: Live at the Lighthouse von Lee Morgan
- 8/1970: Alive! von Grant Green
- 11/1970: The Scorpion von Lou Donaldson
- 1/1971: Live at Club Mozambique von Grant Green

## Dokumentarfilme
- Julian Benedikt: Blue Note – A Story of Modern Jazz. Dokumentarfilm, Deutschland 1996.
- Eric Friedler: It Must Schwing – The Blue Note Story, Dokumentarfilm, Produzent: Wim Wenders, Deutschland 2018.[1]
- Sophie Huber: Blue Note Records: Beyond the Notes. Dokumentarfilm, Schweiz, 2018.